# Eparquía de San Salvador en Montreal
La eparquía de San Salvador en Montreal (en latín: Eparchia Sanctissimi Salvatoris Marianopolitana Graecorum Melkitarum Catholicorum y en francés: Éparchie Saint-Sauveur de Montréal des Melkites) es una circunscripción eclesiástica greco-melquita católica de la Iglesia católica en Canadá, inmediatamente sujeta a la Santa Sede. La eparquía tiene al obispo Milad Jawish, B.S. como su ordinario desde el 18 de septiembre de 2021.
En el Anuario Pontificio la Santa Sede usa el nombre Saint-Sauveur de Montréal dei Greco-Melkiti y en el sitio web del patriarcado greco-melquita los nombres utilizados son: en francés: Saint-Sauveur de Montréal y en árabe: مونتريال- كندا‎.

## Territorio y organización
La eparquía extiende su jurisdicción sobre los fieles católicos greco-melquitas católicos residentes en todo el territorio de Canadá.
La sede de la eparquía se encuentra en la ciudad de Montreal, en donde se halla la Catedral de San Salvador.
En 2020 en la eparquía existían 7 parroquias y 3 misiones:
- Saint-Sauveur: 4000 a 5000 familias en Montreal, Quebec. Hay servicios religiosos en Notre-Dame des Anges (en Montreal), Saint-Joseph de Bordeaux (en Montreal) y Good Shepherd (en Brossard).
- Paroisse Notre Dame de l’Annonciation en la iglesia Sainte-Suzanne en Pierrefonds, Quebec.
- Saints Peter and Paul Parish: 1500 familias en Ottawa, Ontario.
- Jesus the King Parish: 1000 familias en Thornhill, suburbio de Toronto, Ontario.
- Mission Saint-Jean-Chrysostome: 100 familias en Sainte-Foy, suburbio de la ciudad de Quebec, Quebec. Hay servicios religiosos en Université Laval de Quebec y chapelle du Pavillon Lemieux.
- Saint George Melkite Mission: 40 familias en Burnaby, suburbio de Vancouver, Columbia Británica. Hay servicios religiosos en Saint Francis de Sales Church.
- Saint-Nicolas Mission: 40 familias en Edmonton, Calgary. Sacerdote no residente.

## Historia
La inmigración greco-melquita católica a Canadá comenzó a finales del siglo XIX y principios del XX. Otras oleadas ocurrieron entre los años 1950 y 1960 y entre 1975 y 1992. Entre ellos había egipcios, jordanos, palestinos, sirios y libaneses. Desde Montreal, Ottawa y Toronto se propagó por Canadá. En 1960 el padre Georges Coriaty fue nombrado párroco de Saint-Sauveur en Montreal y en 1972 el papa Pablo VI lo designó visitador apostólico para los melquitas católicos de Canadá.
El exarcado apostólico de Canadá para los melquitas fue erigido el 13 de octubre de 1980 con la bula Qui benignissimo del papa Juan Pablo II.

Qua re, cum Sacra Congregatio pro Ecclesiis Orientalibus, auditis quidem tum Venerabili Fratre Patriarcha Maximo V Hakim, tum Conferentia Episcoporum Canadiensis dicionis, id proposuerit ut in hac ipsa regione Exarchatus crearetur Apostolicus pro fidelibus catholicis Ritus Byzantini Melkitarum, ratione nempe habita eorum quae Decreto Concilii Vaticani II « De Ecclesiis Orientalibus Catholicis », n. 4 continentur, Nos rati per hoc aptius filiis Nostris eius Ritus consuli, ea quas sequuntur statuimus ac iubemus. In Canada Exarchatum Apostolicum constituimus pro fidelibus catholicis Byzantini Ritus Melkitarum universis, cuius Sedem in urbe Marianopoli collocari censemus, magisterii vero cathedram in templo poni cuius est appellatio « Sanctissimi Salvatoris pro Graecis Melkitis Catholicis », cum iustis iuribus.

El 1 de septiembre de 1984 mediante la bula Beati Petri de Juan Pablo II fue elevado a eparquía y recibió su nombre actual.

Beati Petri Successores nullum relinquere solemus intentatum consilium quo populi Dei portionibus ad pleniorem maturitatem prosperitatemque contendentibus valide subveniatur ac provide consulatur. Cum ergo Exarchatus Apostolicus pro fidelibus Graecis Melkitis catholicis in Canada commorantibus haud parva susceperit incrementa iamque in condicionibus versetur ut ad eparchiae gradum extollatur, duximus diutius non esse differendam eiusdem Exarchatus elevationem in eparchiam. Quam ob rem, suffragante Pro-Nuntio Apostolico una cum Conferentia Episcopali eiusdem Nationis, annuentes precibus Patriarchae Graecorum Melkitarum Catholicorum atque audita sententia Venerabilium Fratrum Nostrorum negotiis sacrae Congregationis pro Ecclesiis Orientalibus praepositorum, Nos, suprema Nostra usi potestate, Exarchatum Apostolicum pro fidelibus Graecis Melkitis catholicis in Canada commorantibus ad gradum dignitatemque eparchiae Sedi Apostolicae immediate subiectae provehimus, titulo Sanctissimi Salvatoris Marianopolitanae appellandae, additis iuribus obligationibusque novae iuridicae condicioni adnexis. Ad alia quod attinet: nempe eparchiae administrationem, cleri et populi singula iura atque onera sicque porro, ius Orientale perquam diligenter observetur, eis praesertim consideratis quae edicuntur Litteris Apostolicis « Cleri sanctitati » die secundo mensis Iunii anno MCMLVII datis et quidem canonibus a 392 ad 526. Contrariis minime obstantibus.

## Estadísticas
De acuerdo al Anuario Pontificio 2018 la eparquía tenía a fines de 2020 un total de 38 000 fieles bautizados.
| Año                                                                             | Población            | Población | Población      | Sacerdotes | Sacerdotes    | Sacerdotes    | Bautizados por sacerdote | Diáconos permanentes | Religiosos | Religiosos | Parroquias |
| Año                                                                             | Bautizados católicos | Total     | % de católicos | Total      | Clero secular | Clero regular | Bautizados por sacerdote | Diáconos permanentes | Varones    | Mujeres    | Parroquias |
| ------------------------------------------------------------------------------- | -------------------- | --------- | -------------- | ---------- | ------------- | ------------- | ------------------------ | -------------------- | ---------- | ---------- | ---------- |
| 1990                                                                            | 33 000               | ?         | ?              | 9          | 2             | 7             | 3666                     |                      | 7          |            | 9          |
| 1999                                                                            | 43 000               | ?         | ?              | 13         | 5             | 8             | 3307                     | 1                    | 8          |            | 12         |
| 2000                                                                            | 43 000               | ?         | ?              | 15         | 5             | 10            | 2866                     | 1                    | 10         |            | 12         |
| 2001                                                                            | 43 000               | ?         | ?              | 15         | 5             | 10            | 2866                     | 1                    | 10         |            | 3          |
| 2002                                                                            | 43 000               | ?         | ?              | 15         | 5             | 10            | 2866                     | 1                    | 10         |            | 3          |
| 2003                                                                            | 43 000               | ?         | ?              | 15         | 5             | 10            | 2866                     | 1                    | 10         |            | 3          |
| 2004                                                                            | 43 000               | ?         | ?              | 14         | 5             | 9             | 3071                     | 1                    | 9          |            | 3          |
| 2009                                                                            | 33 000               | ?         | ?              | 14         | 8             | 6             | 2357                     |                      | 6          |            | 4          |
| 2010                                                                            | 33 000               | ?         | ?              | 14         | 8             | 6             | 2357                     |                      | 6          |            | 4          |
| 2014                                                                            | 35 800               | ?         | ?              | 12         | 5             | 7             | 2983                     |                      | 7          |            | 4          |
| 2017                                                                            | 36 630               | ?         | ?              | 13         | 6             | 7             | 2817                     | 1                    | 7          |            | 8          |
| 2020                                                                            | 38 000               | ?         | ?              | 14         | 7             | 7             | 2714                     |                      | 7          |            | 7          |
| Fuente: Catholic-Hierarchy, que a su vez toma los datos del Anuario Pontificio. |                      |           |                |            |               |               |                          |                      |            |            |            |

## Episcopologio
- Michel Hakim, B.S. † (13 de octubre de 1980-30 de junio de 1998 retirado)
- Sleiman Hajjar, B.S. † (10 de julio de 1998-10 de marzo de 2002 fallecido)
- Ibrahim Michael Ibrahim, B.S. (18 de junio de 2003-26 de junio de 2021 nombrado archieparca de Zahlé y Furzol de los melquitas)[6]
- Milad Jawish, B.S., desde el 18 de septiembre de 2021